# (202930) Ivezić
Pour les articles homonymes, voir Ivezić.
(202930) Ivezic est un astéroïde de la ceinture principale.

## Description
(202930) Ivezic est un astéroïde de la ceinture principale. Il fut découvert le 19 septembre 1998 à l'observatoire d'Apache Point par le programme Sloan Digital Sky Survey. Il présente une orbite caractérisée par un demi-grand axe de 2,72 UA, une excentricité de 0,13 et une inclinaison de 4,6° par rapport à l'écliptique.

## Compléments